# Cape Foulwind Lighthouse
Cape Foulwind Lighthouse ist ein Leuchtturm auf Cape Foulwind im Buller District in der Region West Coast auf der Südinsel Neuseelands.
Der ursprünglich aus dem Holz des heimischen Rimu gebaute Turm wurde am 1. September 1876 in Betrieb genommen und 1926 durch eine in der Nähe stehende Betonkonstruktion mit neuer Optik ersetzt. Vom alten Turm verbleiben nur die Fundamente und die Zugangstreppe.
Der Leuchtturm wurde am 21. September 1989 vom New Zealand Historic Places Trust unter Nummer 5023 als „Historic Place Category 2“ registriert.

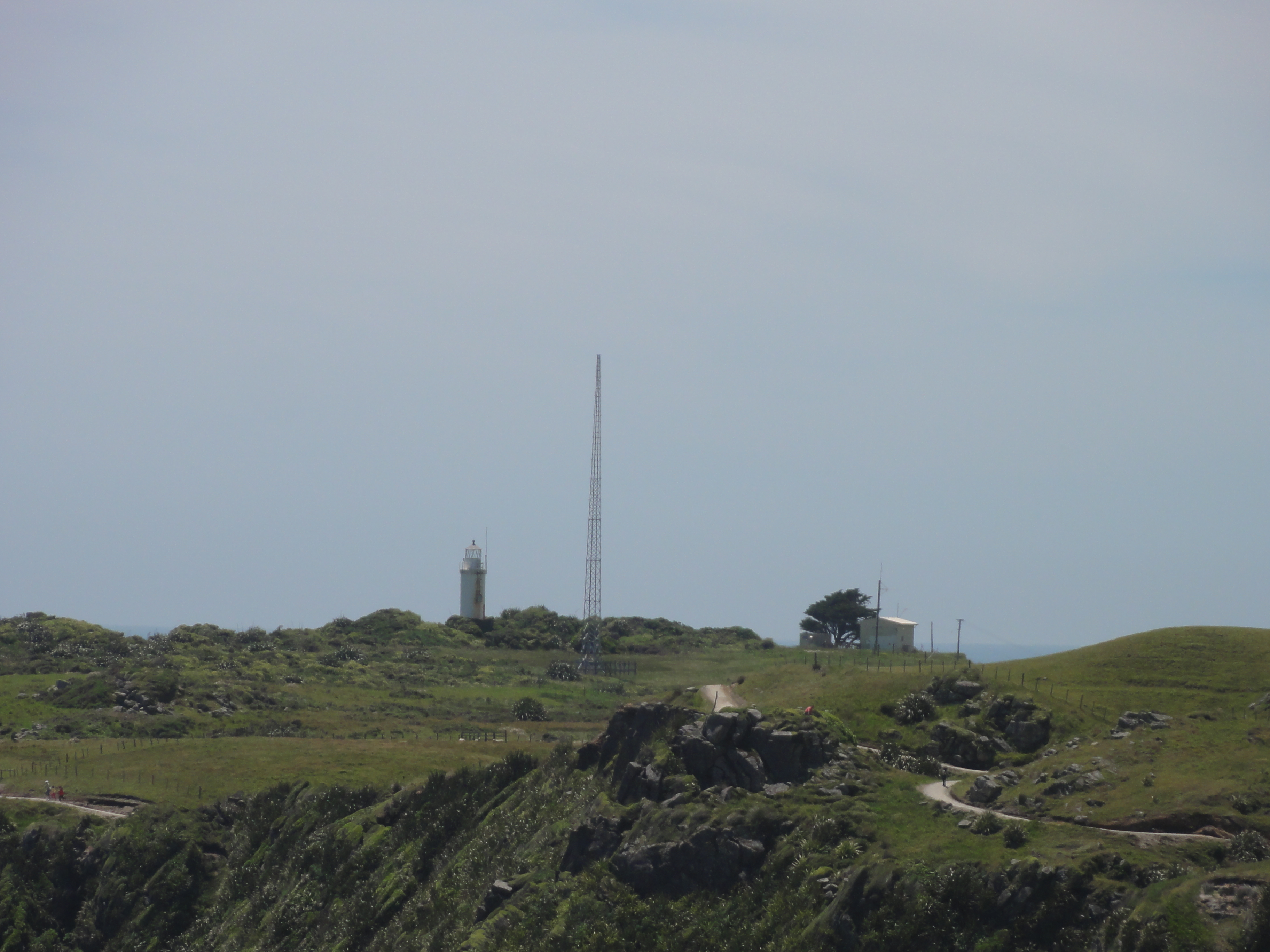
Gebiet des Cape Foulwind Lighthouse mit neuem Turm, Antennenmast und Hügel des alten Leuchtturmes
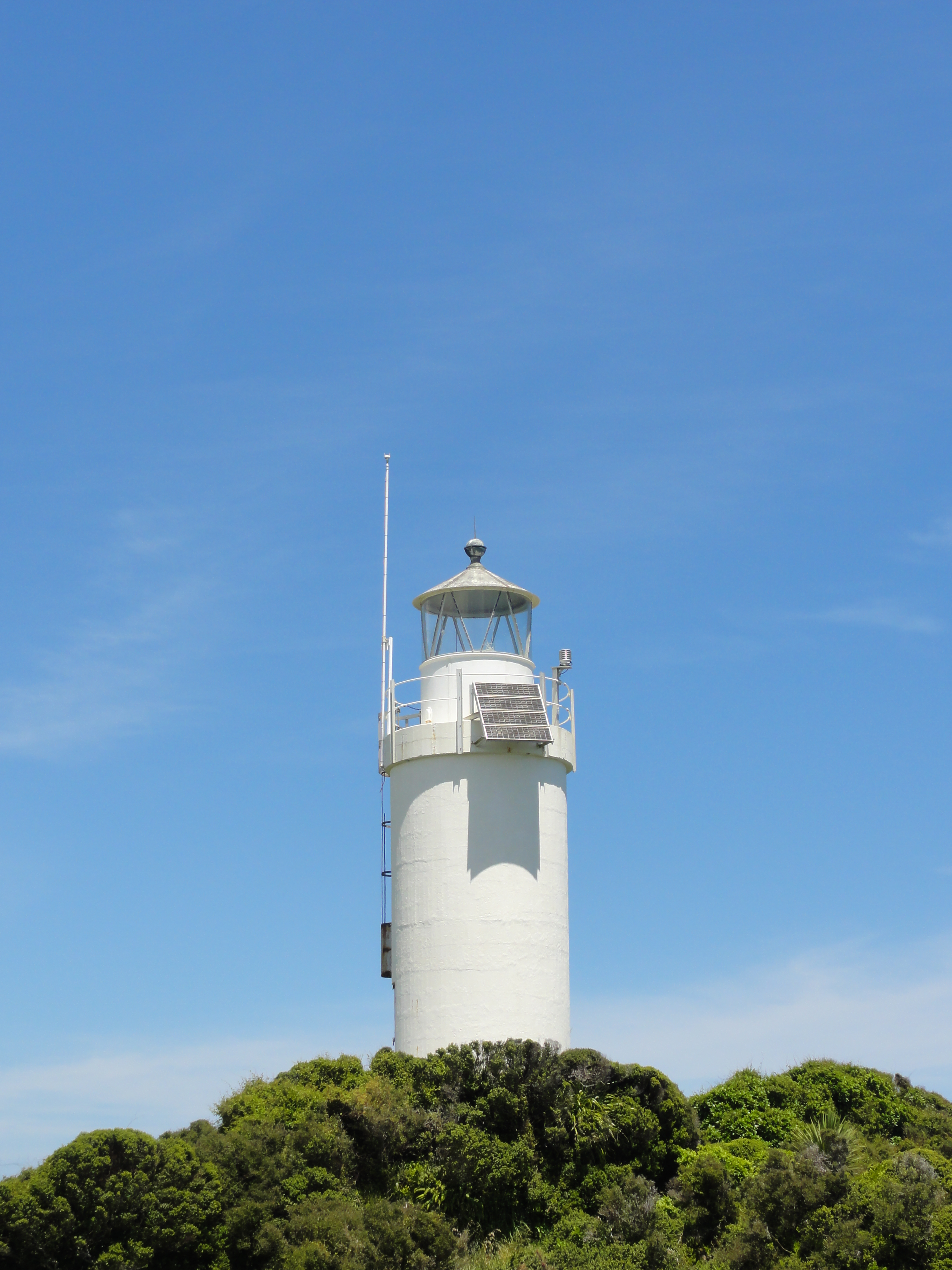
Cape Foulwind Lighthouse, vom Straßenzugang aus gesehen
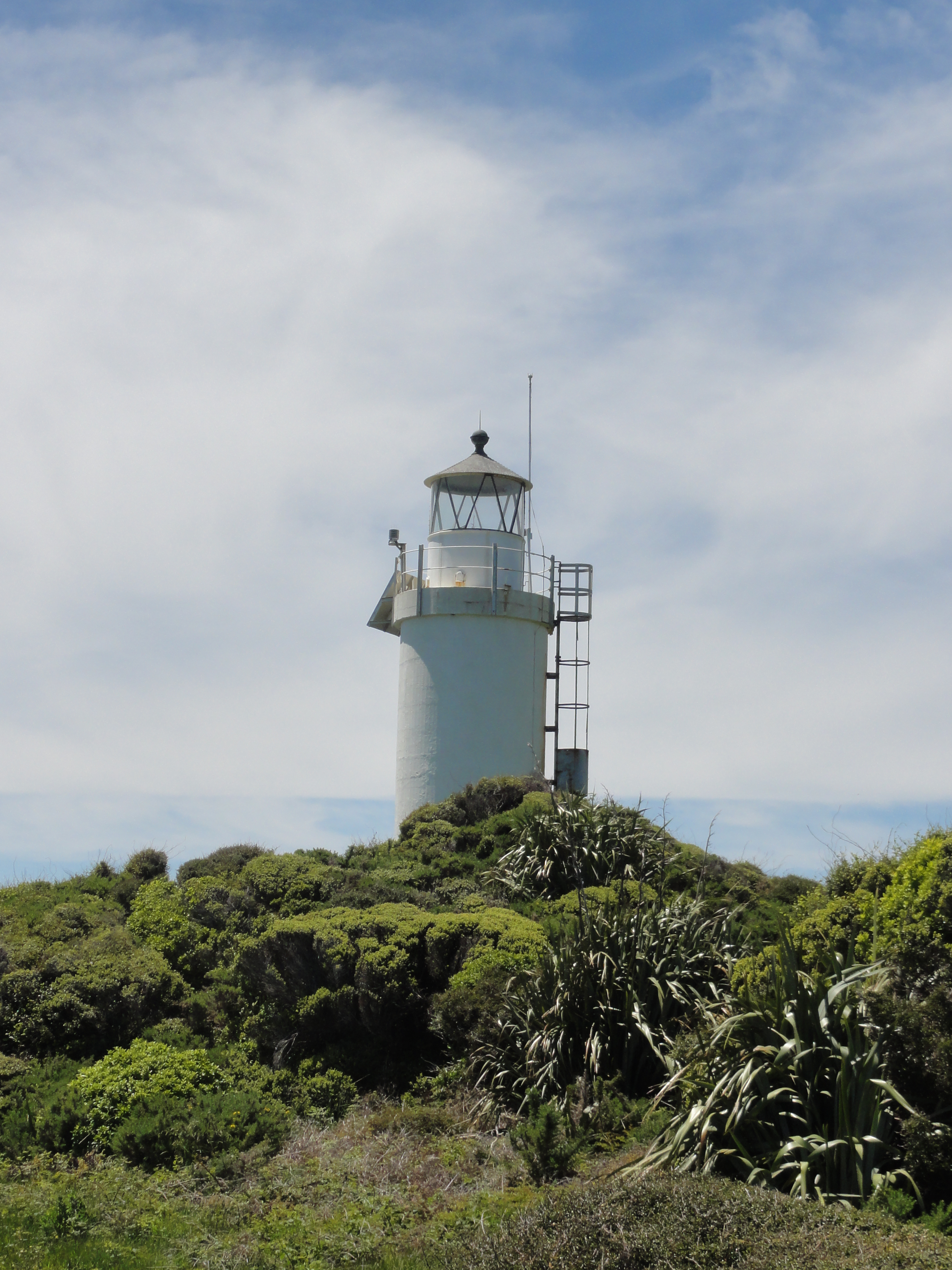
Cape Foulwind lighthouse, Rückseite
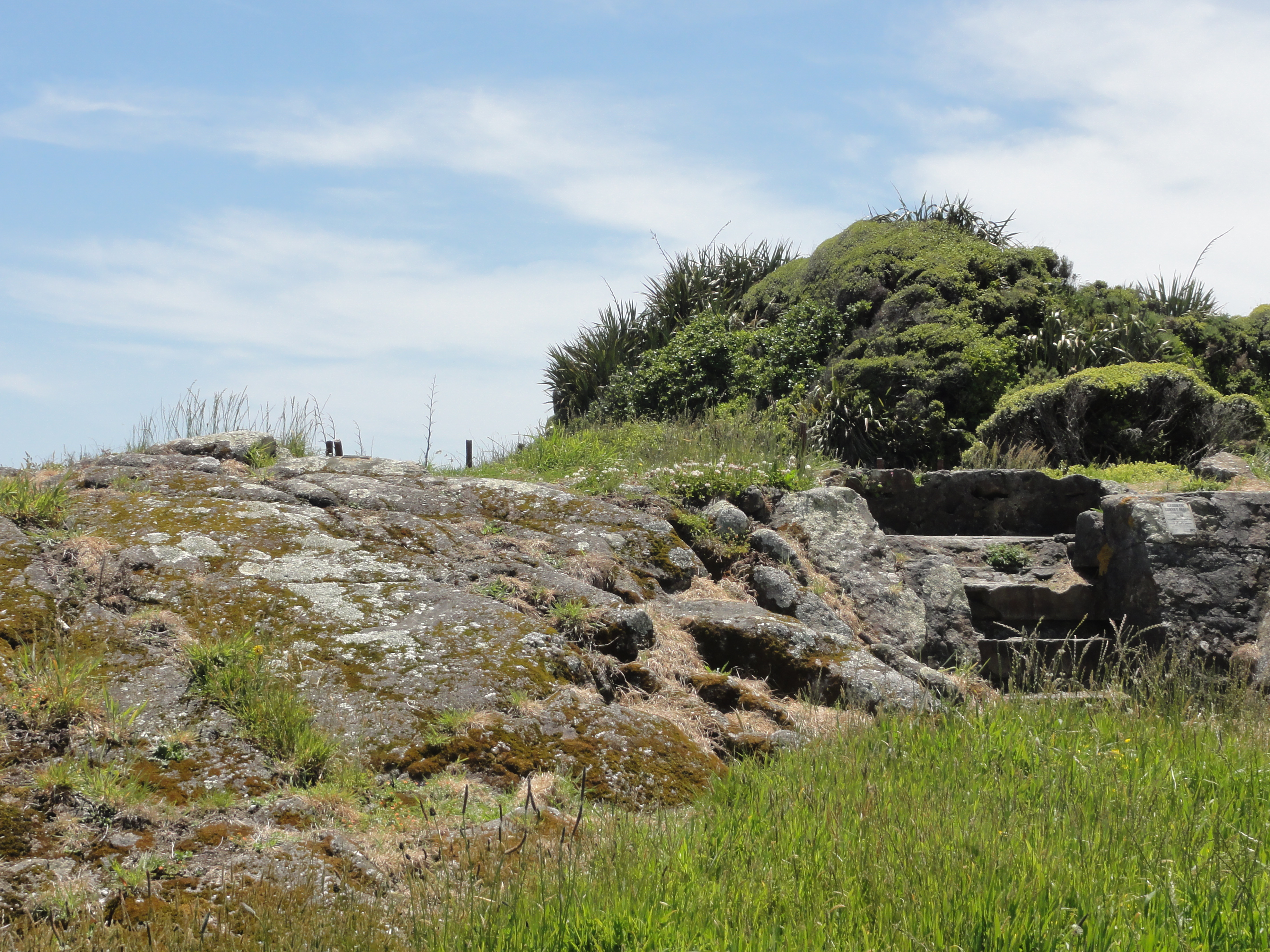
Überreste des alten Cape Foulwind Lighthouse
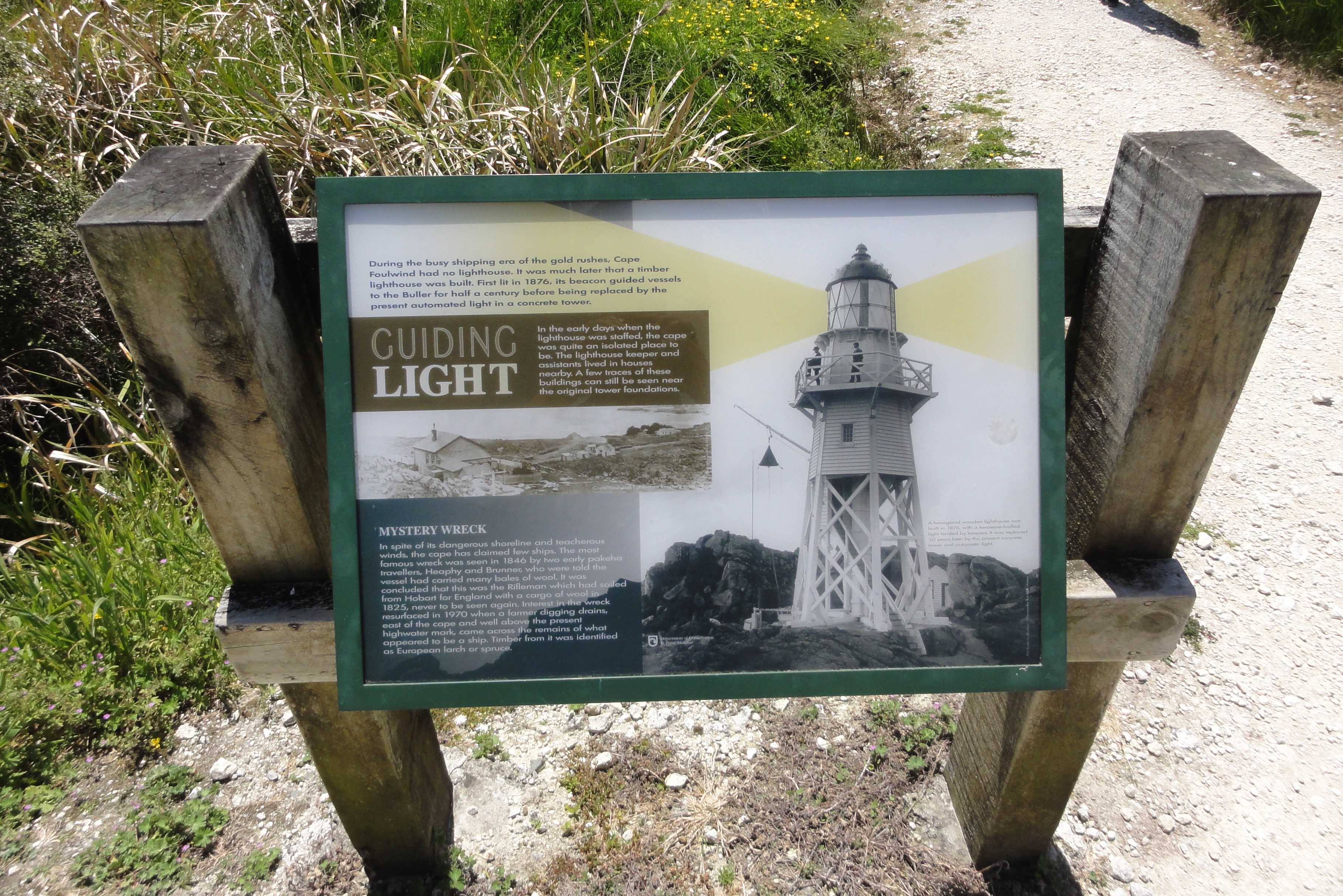
Information des Departement of Conservation zum alten Turm